# Светлое (Старобешевский район)
Светлое (укр. Світле) — село на Украине, находится в Старобешевском районе Донецкой области. Под контролем самопровозглашённой Донецкой Народной Республики.

## География
В Донецкой области имеются ещё два одноимённых населённых пункта — село Светлое в составе города Мирнограда, посёлок Светлое в Добропольском районе.

#### Соседние населённые пункты по странам света
С: Вербовая Балка, Бирюки, город Моспино
СЗ: Горбачёво-Михайловка, Калинина, Кирово
СВ: Михайловка, Агрономичное
З: Новый Свет
В: —
ЮЗ: Александровка
ЮВ: Осыково
Ю: Чумаки, Горбатенко
В 1945 г. Указом Президиума ВС УССР хутор Карачурино переименован в Светлый

## Население
Население по переписи 2001 года составляло 171 человек.

## Общие сведения
Код КОАТУУ — 1424580507. Почтовый индекс — 87232. Телефонный код — 6253.

## Адрес местного совета
87232, Донецкая область, Старобешевский р-н, с. Александровка, ул. Мира, 30в